# Kozłowskiïta
La kozłowskiïta és un mineral de la classe dels silicats que pertany al grup de la kristiansenita. Rep el nom del professor Andrzej Kozłowski, doctor de l'Institut de Geoquímica, Mineralogia i Petrologia de la facultat de geologia de la Universitat de Varsòvia (Polònia). Conegut pels seus estudis dedicats a la mineralogia tant de pegmatites com de les inclusions fluïdes.

## Característiques
La kozłowskiïta és un silicat que va ser aprovat com a espècie vàlida per l'Associació Mineralògica Internacional l'any 2021, sent publicada per primera vegada el 2022. La seva fórmula química va ser redefinida a finals del mateix 2022, passant a ser: Ca₄Fe²⁺Sn₃(Si₂O₇)₂(Si₂O₆OH)₂. Cristal·litza en el sistema triclínic. És l'anàleg de Fe2+Sn3- de la silesiaïta.
L'exemplar que va servir per a determinar l'espècie, el que es coneix com a material tipus, es troba conservat a les col·leccions del museu mineralògic de la Universitat de Breslau, Polònia, amb el número de catàleg: mmwr iv7929.

## Formació i jaciments
Va ser descoberta a la pedrera de granit de Szklarska Poręba, situada al comtat de Karkonosze, dins el Voivodat de Baixa Silèsia (Polònia). Aquesta pedrera polonesa és l'únic indret de tot el planeta on ha estat descrita aquesta espècie mineral.